# Tony Rieffler
Tony Henri Rieffler, né à Paris le 6 février 1854, où il est mort le 15 mai 1880, est un pianiste et un compositeur français.

## Biographie
Petit-fils de l'écrivain Vignon Rétif de La Bretonne, lauréat d'un premier accessit en 1869 puis d'un second prix de piano en 1870 au Conservatoire de Paris, on lui doit les musiques d'opérettes et de nombreuses chansons de la fin du XIXe siècle sur des paroles, entre autres, d'Henry Drucker, Charles Blondelet, Félix Baumaine, Armand Ben, Émile Carré ou René de Saint-Prest ainsi que des polkas, mazurkas et valses.
Il meurt le 15 mai 1880 au sein de l'Hôpital Sainte-Anne dans le 14e arrondissement de Paris,.
Il est le père de l'acteur Gaston Rieffler (1880-1959) né quelques jours avant son décès.

## Œuvres
Théâtre
- 1879 : La Petite bohémienne, opéra-comique en 3 actes, livret d'Henry Drucker, au théâtre des Bouffes-Populaires (6 septembre)[5]
- 1878 : Les Faux nez, opérette-bouffe en 1 acte, livret de Charles Blondelet et Félix Baumaine, à l'Alcazar (février)
- 1878 : La Chanteuse par amour, opérette en 1 acte, livret d'Henry Drucker et Armand Laffrique, à l'Alcazar d'Hiver (23 février)
- 1880 : Les Ecosseuses, opérette en 1 acte, livret de Charles Blondelet et Félix Baumaine, à la Scala
- 1880 : Le Chien de la chanteuse, opérette en 1 acte, livret d'Henry Drucker, à la Scala (avril)

Chanson
- 1878 : Pardon Madame, chansonnette, paroles d'Armand Ben et René d'Herville
- 1878 : Tartarin de Tarascon, chansonnette comique, paroles de Lucien Delormel et Gaston Villemer
- 1878 : La Jeune mère, berceuse, paroles d'Alexandre Lepape
- 1878 : Bouderie, mélodie, paroles de Jean-Marie Cournier
- 1878 : On peut entrer ?, chansonnette, paroles d'Armand Ben et René d'Herville
- 1878 : Le Perroquet et la perruche, chansonnette excentrique, paroles d'Edouard Kuhn
- 1878 : Voisine, dormez-vous ?, chansonnette, paroles d'Émile Klanko
- 1878 : Le Mur mitoyen, bleuette, paroles d'Émile Klanko
- 1880 : Ca m'gène, Eugène, chansonnette, paroles d'Émile Klanko
- 1880 : J'en veux ma part, paroles de Constant Saclé
- 1880 : Si j'avais pas ta mère, chansonnette, paroles d'Armand Ben et René d'Herville
- 1880 : La Bottine à Titine, chansonnette, paroles de Constant Saclé
- 1880 : Seule, mazurka chantée, paroles d'Henry Drucker
- 1880 : Voici les beaux jours !, polka, paroles d'Henry Drucker
- 1880 : Czarda, polka, paroles d'Henry Drucker
- 1880 : A ton bras, polka populaire, paroles d'Henry Drucker
- 1881 : Ne discutons jamais les goûts, chansonnette, paroles d'Henry Drucker
- 1881 : Les Noces d'or, grande valse
- 1886 : Si j'trouv' pas, chansonnette, paroles d'Armand Ben et René d'Herville
- 1888 : Une paire d'apothicaires, pochade pharmacopale, paroles d'Armand Ben et René d'Herville.